# Von Uckermann
Uckermann, även stavat Ueckermann eller Ukermann, är namnet på en pommersk adelssläkt. Familjen nämndes första gången i ett dokument med Hermann Uckermann 1390, när han förvärvade egendomarna Groß och Klein Wachlin och Roggow.  
På 1500-talet ägdes även Dalow av familjen. Kerckow nämndes i släktens inteckningsprotokoll från 1665 till 1786. Damerfitz var en av familjens gods på 1700-talet och såldes 1754.  
År 1787 tillhörde enligt vasalltabellen Naffin och Zarnefanz med Hechthaus och tre gårdar i Denzin samt Gerwin i Cammindistriktet släkten. Omkring 1850 var Machmin och Bedlin hos makarna von Uckermann, den senare fram till 1945, då Konrad von Uckermann († 1973) var sista ägaren.  
Vapenskölden visar en sköld delad av en blå diagonalstång, vars övre halva är silver och nedre halvan är guld. Två fallna gripklor på hjälmen.